# Campionato nordamericano femminile di pallavolo 2019
Il campionato nordamericano femminile di pallavolo 2019 si è svolto dall'8 al 13 ottobre 2019: al torneo hanno partecipato otto squadre nazionali nordamericane e la vittoria finale è andata per la seconda volta alla Rep. Dominicana.

## Impianti
|                                                                                |  |  |
|                                                                                |  |  |
| Coliseo Roberto Clemente Città: San Juan Capienza: 15000 Anno d'apertura: 1973 |  |  |

## Regolamento

### Formula
Le squadre hanno disputato una prima fase a gironi con formula del girone all'italiana; al termine della prima fase:
- Le prime tre classificate di ogni girone hanno acceduto alla fase finale per il primo posto, strutturata in quarti di finale (a cui hanno partecipato le seconde e le terze classificate di ogni girone), semifinali, finale per il terzo posto e finale.
- Le ultime due classificate di ogni girone e le due eliminate ai quarti di finale della fase finale per il primo posto hanno acceduto alla fase finale per il quinto posto, strutturata in semifinali, finale per il settimo posto e finale per il quinto posto.

### Criteri di classifica
Se il risultato finale è stato di 3-0 sono stati assegnati 5 punti alla squadra vincente e 0 a quella sconfitta, se il risultato finale è stato di 3-1 sono stati assegnati 4 punti alla squadra vincente e 1 a quella sconfitta, se il risultato finale è stato di 3-2 sono stati assegnati 3 punti alla squadra vincente e 2 a quella sconfitta.
L'ordine del posizionamento in classifica è stato definito in base a:
- Numero di partite vinte;
- Punti;
- Rapporto dei set vinti/persi;
- Rapporto dei punti realizzati/subiti;
- Risultati degli scontri diretti.

## Squadre partecipanti
| Squadra           | Qualificazione      | Ultima partecipazione                             |
| ----------------- | ------------------- | ------------------------------------------------- |
| Canada            | -                   | / Canada, Rep. Dominicana, Trinidad e Tobago 2017 |
| Costa Rica        | -                   | / Canada, Rep. Dominicana, Trinidad e Tobago 2017 |
| Cuba              | -                   | / Canada, Rep. Dominicana, Trinidad e Tobago 2017 |
| Messico           | -                   | / Canada, Rep. Dominicana, Trinidad e Tobago 2017 |
| Porto Rico        | Paese organizzatore | / Canada, Rep. Dominicana, Trinidad e Tobago 2017 |
| Rep. Dominicana   | -                   | / Canada, Rep. Dominicana, Trinidad e Tobago 2017 |
| Stati Uniti       | -                   | Messico 2015                                      |
| Trinidad e Tobago | -                   | / Canada, Rep. Dominicana, Trinidad e Tobago 2017 |

## Torneo

### Fase a gironi
| Girone A   | Girone B          |
| ---------- | ----------------- |
| Canada     | Messico           |
| Costa Rica | Rep. Dominicana   |
| Cuba       | Stati Uniti       |
| Porto Rico | Trinidad e Tobago |

#### Girone A

##### Risultati
| ottobre 2019 Coliseo Roberto Clemente, San Juan Durata: 1h:33 - Spettatori: 100   | Canada     | 3 - 1 | Cuba       | 25-16, 22-25, 25-17, 25-14 |
| ottobre 2019 Coliseo Roberto Clemente, San Juan Durata: 1h:03 - Spettatori: 350   | Porto Rico | 3 - 0 | Costa Rica | 25-8, 25-14, 25-13         |
| ottobre 2019 Coliseo Roberto Clemente, San Juan Durata: 1h:05 - Spettatori: 100   | Canada     | 3 - 0 | Costa Rica | 25-20, 25-8, 25-13         |
| ottobre 2019 Coliseo Roberto Clemente, San Juan Durata: 1h:16 - Spettatori: 1 000 | Porto Rico | 3 - 0 | Cuba       | 25-15, 25-9, 25-18         |
| ottobre 2019 Coliseo Roberto Clemente, San Juan Durata: 1h:06 - Spettatori: 75    | Costa Rica | 0 - 3 | Cuba       | 17-25, 15-25, 16-25        |
| ottobre 2019 Coliseo Roberto Clemente, San Juan Durata: 1h:27 - Spettatori: 2 500 | Porto Rico | 3 - 0 | Canada     | 25-23, 25-22, 25-18        |

##### Classifica
| Pos | Squadra    | Pt | G | V | P | SV | SP | Ratio | PF  | PS  | Ratio |
| --- | ---------- | -- | - | - | - | -- | -- | ----- | --- | --- | ----- |
| 1   | Porto Rico | 15 | 3 | 3 | 0 | 9  | 0  | MAX   | 225 | 140 | 1,607 |
| 2   | Canada     | 9  | 3 | 2 | 1 | 6  | 4  | 1,500 | 235 | 188 | 1,250 |
| 3   | Cuba       | 6  | 3 | 1 | 2 | 4  | 6  | 0,666 | 189 | 220 | 0,859 |
| 4   | Costa Rica | 0  | 3 | 0 | 3 | 0  | 9  | 0,000 | 124 | 225 | 0,551 |

#### Girone B

##### Risultati
| ottobre 2019 Coliseo Roberto Clemente, San Juan Durata: 0h:54 - Spettatori: 150   | Stati Uniti     | 3 - 0 | Trinidad e Tobago | 25-8, 25-7, 25-7    |
| ottobre 2019 Coliseo Roberto Clemente, San Juan Durata: 1h:11 - Spettatori: ?     | Rep. Dominicana | 3 - 0 | Messico           | 26-24, 25-11, 25-14 |
| ottobre 2019 Coliseo Roberto Clemente, San Juan Durata: 0h:57 - Spettatori: 125   | Rep. Dominicana | 3 - 0 | Trinidad e Tobago | 25-7, 25-13, 25-9   |
| ottobre 2019 Coliseo Roberto Clemente, San Juan Durata: 1h:08 - Spettatori: 250   | Stati Uniti     | 3 - 0 | Messico           | 25-8, 25-15, 25-14  |
| ottobre 2019 Coliseo Roberto Clemente, San Juan Durata: 1h:00 - Spettatori: 150   | Messico         | 3 - 0 | Trinidad e Tobago | 25-14, 25-7, 25-10  |
| ottobre 2019 Coliseo Roberto Clemente, San Juan Durata: 1h:16 - Spettatori: 1 800 | Stati Uniti     | 3 - 0 | Rep. Dominicana   | 27-25, 25-17, 25-14 |

##### Classifica
| Pos | Squadra           | Pt | G | V | P | SV | SP | Ratio | PF  | PS  | Ratio |
| --- | ----------------- | -- | - | - | - | -- | -- | ----- | --- | --- | ----- |
| 1   | Stati Uniti       | 15 | 3 | 3 | 0 | 9  | 0  | MAX   | 227 | 115 | 1,973 |
| 2   | Rep. Dominicana   | 10 | 3 | 2 | 1 | 6  | 3  | 2,000 | 207 | 155 | 1,335 |
| 3   | Messico           | 5  | 3 | 1 | 2 | 3  | 6  | 0,500 | 161 | 182 | 0,884 |
| 4   | Trinidad e Tobago | 0  | 3 | 0 | 3 | 0  | 9  | 0,000 | 82  | 225 | 0,364 |

### Finali 1º e 3º posto
|  | Quarti | Quarti          | Quarti |  |  | Semifinali | Semifinali      | Semifinali |  |                 | Finale          | Finale          | Finale |
|  |        |                 |        |  |  |            |                 |            |  |                 |                 |                 |        |
|  |        |                 |        |  |  | 1B         | Stati Uniti     | 3          |  |                 |                 |                 |        |
|  |        |                 |        |  |  | 1B         | Stati Uniti     | 3          |  |                 |                 |                 |        |
|  |        |                 |        |  |  | 2A         | Canada          | 0          |  |                 |                 |                 |        |
|  | 2A     | Canada          | 3      |  |  | 2A         | Canada          | 0          |  |                 |                 |                 |        |
|  | 2A     | Canada          | 3      |  |  |            |                 |            |  |                 |                 |                 |        |
|  | 3B     | Messico         | 1      |  |  |            |                 |            |  |                 |                 |                 |        |
|  | 3B     | Messico         | 1      |  |  |            |                 |            |  | 1B              | Stati Uniti     | 2               |        |
|  |        |                 |        |  |  |            |                 |            |  | 1B              | Stati Uniti     | 2               |        |
|  |        |                 |        |  |  |            |                 |            |  |                 | 2B              | Rep. Dominicana | 3      |
|  |        |                 |        |  |  |            |                 |            |  |                 | 2B              | Rep. Dominicana | 3      |
|  |        |                 |        |  |  |            |                 |            |  |                 |                 |                 |        |
|  |        |                 |        |  |  |            |                 |            |  |                 |                 |                 |        |
|  |        |                 |        |  |  | 1A         | Porto Rico      | 2          |  | Finale 3° posto | Finale 3° posto | Finale 3° posto |        |
|  |        |                 |        |  |  | 1A         | Porto Rico      | 2          |  |                 |                 |                 |        |
|  |        |                 |        |  |  | 2B         | Rep. Dominicana | 3          |  |                 | 2A              | Canada          | 3      |
|  | 2B     | Rep. Dominicana | 3      |  |  |            | Rep. Dominicana | 3          |  |                 | 2A              | Canada          | 3      |
|  | 2B     | Rep. Dominicana | 3      |  |  |            |                 |            |  | 1A              | Porto Rico      | 0               |        |
|  | 3A     | Cuba            | 0      |  |  |            |                 |            |  |                 | Porto Rico      | 0               |        |
|  | 3A     | Cuba            | 0      |  |  |            |                 |            |  |                 |                 |                 |        |

#### Quarti di finale
| ottobre 2019 Coliseo Roberto Clemente, San Juan Durata: 1h:15 - Spettatori: 100 | Rep. Dominicana | 3 - 0 | Cuba    | 25-18, 25-11, 25-20        |
| ottobre 2019 Coliseo Roberto Clemente, San Juan Durata: 2h:06 - Spettatori: 200 | Canada          | 3 - 1 | Messico | 25-20, 29-31, 25-17, 25-20 |

#### Semifinali
| ottobre 2019 Coliseo Roberto Clemente, San Juan Durata: 1h:15 - Spettatori: 1 500 | Stati Uniti | 3 - 0 | Canada          | 25-17, 25-16, 25-18              |
| ottobre 2019 Coliseo Roberto Clemente, San Juan Durata: 2h:36 - Spettatori: 4 500 | Porto Rico  | 2 - 3 | Rep. Dominicana | 25-19, 14-25, 24-26, 25-21, 8-15 |

#### Finale 3º posto
| ottobre 2019 Coliseo Roberto Clemente, San Juan Durata: 1h:30 - Spettatori: 2 800 | Porto Rico | 0 - 3 | Canada | 24-26, 13-25, 20-25 |

#### Finale
| ottobre 2019 Coliseo Roberto Clemente, San Juan Durata: 2h:10 - Spettatori: 2 500 | Rep. Dominicana | 3 - 2 | Stati Uniti | 25-19, 25-23, 15-25, 20-25, 15-9 |

### Finali 5º e 7º posto
|  | Semifinali        | Semifinali        | Semifinali |      |         | Finale 5º/6º posto | Finale 5º/6º posto | Finale 5º/6º posto |  |
|  |                   |                   |            |      |         |                    |                    |                    |  |
|  | Costa Rica        | Costa Rica        | 0          |      |         |                    |                    |                    |  |
|  | Costa Rica        | Costa Rica        | 0          |      |         |                    |                    |                    |  |
|  | Messico           | Messico           | 3          |      |         |                    |                    |                    |  |
|  | Messico           | Messico           | 3          |      | Messico | Messico            | 3                  |                    |  |
|  |                   |                   |            |      | Messico | Messico            | 3                  |                    |  |
|  |                   |                   | Cuba       | Cuba | 1       |                    |                    |                    |  |
|  | Trinidad e Tobago | Trinidad e Tobago | Cuba       | Cuba | 1       | 0                  |                    |                    |  |
|  | Trinidad e Tobago | Trinidad e Tobago |            |      |         | 0                  |                    |                    |  |
|  | Cuba              | Cuba              | 3          |      |         | Finale 7º/8º posto | Finale 7º/8º posto | Finale 7º/8º posto |  |
|  | Cuba              | Cuba              | 3          |      |         |                    |                    |                    |  |
|  |                   |                   |            |      |         |                    |                    |                    |  |
|  |                   |                   |            |      |         | Costa Rica         | Costa Rica         | 3                  |  |
|  |                   |                   |            |      |         | Costa Rica         | Costa Rica         | 3                  |  |
|  |                   |                   |            |      |         | Trinidad e Tobago  | Trinidad e Tobago  | 0                  |  |

#### Semifinali
| ottobre 2019 Coliseo Roberto Clemente, San Juan Durata: 1h:17 - Spettatori: 100 | Costa Rica        | 0 - 3 | Messico | 14-25, 11-25, 17-25 |
| ottobre 2019 Coliseo Roberto Clemente, San Juan Durata: 1h:10 - Spettatori: 300 | Trinidad e Tobago | 0 - 3 | Cuba    | 18-25, 20-25, 9-25  |

#### Finale 7º posto
| ottobre 2019 Coliseo Roberto Clemente, San Juan Durata: 1h:15 - Spettatori: 100 | Costa Rica | 3 - 0 | Trinidad e Tobago | 25-19, 25-21, 25-19 |

#### Finale 5º posto
| ottobre 2019 Coliseo Roberto Clemente, San Juan Durata: 1h:43 - Spettatori: 250 | Messico | 3 - 1 | Cuba | 25-20, 25-20, 17-25, 25-22 |

## Classifica finale
| Pos     | Squadra           | Rosa |
| ------- | ----------------- | --- |
| Oro     | Rep. Dominicana   | Formazione: 1 Vargas, 2 Rodríguez, 3 Eve, 6 Domínguez, 7 Marte, 8 Arias, 14 Rivera, 16 Peña, 17 Mambrú, 18 de la Cruz, 20 B. Martínez, 21 J. Martínez, 23 González, 25 L. Martínez, CT: Kwiek |
| Argento | Stati Uniti       | Formazione: 2 Poulter, 4 Wong-Orantes, 6 Dixon, 7 Carlini, 10 Larson, 11 Drews, 14 Bartsch, 15 Hill, 17 Courtney, 19 Tapp, 22 Washington, 23 Robinson, 24 Ogbogu, 25 Lowe, CT: Kiraly         |
| Bronzo  | Canada            | Formazione: 1 Niles, 3 Van Ryk, 4 Richey, 5 Smith, 8 Ogoms, 9 Gray, 12 Cross, 13 O'Reilly, 14 Howe, 16 Joseph, 17 Moncks, 19 Bélanger, 20 Perrin, 23 Maglio, CT: Josephson                    |
| 4       | Porto Rico        | Formazione: 2 Venegas, 4 Santos, 7 Enright, 9 Cruz, 10 Reyes, 11 Ocasio, 12 Ortiz, 13 Ferrer, 14 Valentín, 17 Prieto, 19 Jusino, 20 Hernández, 21 Victoriá, 23 Vélez, CT: Mieles              |
| 5       | Messico           | Formazione: 1 Castro, 2 Bricio, 4 Rodríguez, 5 Rangel, 6 Isiordia, 7 Martínez, 8 Gómez, 12 Landeros, 15 Valle, 17 Flores, 18 Amaro, 24 Ung, CT: Alarcón                                       |
| 6       | Cuba              | Formazione: 1 Tarín, 2 Madán, 4 Tamayo, 6 Miranda, 11 G. Moreno, 14 Aguilera, 15 Morozo, 18 Arcia, 20 Finé, 22 Martínez, 24 T. Moreno, 25 Vila, CT: Fernández                                 |
| 7       | Costa Rica        | Formazione: 1 Thompson, 3 Ramírez, 4 Rodríguez, 5 Espinoza, 8 M.J. Castro, 11 Mignucci, 12 Hernández, 16 M. Castro, 18 Arroyo, 19 Madriz, 21 Sáenz, CT: Briceño                               |
| 8       | Trinidad e Tobago | Formazione: 7 Fletcher, 9 Chin Choy, 14 Peters-Charles, 15 Cottoy, 17 Joseph, 18 Simon, 19 Belmar, 20 De Four, 21 Alexander, 22 Clifford, 24 Awai Allen, 25 Noel, CT: Morrison                |

|  |  | Qualificazioni nordamericane ai Giochi della XXXI Olimpiade |

## Premi individuali
| Premio                 | Nome                 | Squadra         |
| ---------------------- | -------------------- | --------------- |
| MVP                    | Brayelin Martínez    | Rep. Dominicana |
| Miglior realizzatrice  | Andrea Rangel        | Messico         |
| Miglior servizio       | Bethania de la Cruz  | Rep. Dominicana |
| Miglior difesa         | Justine Wong-Orantes | Stati Uniti     |
| Miglior ricevitrice    | Shara Venegas        | Porto Rico      |
| Miglior palleggiatrice | Jordyn Poulter       | Stati Uniti     |
| Miglior opposto        | Karsta Lowe          | Stati Uniti     |
| Miglior schiacciatrice | Kimberly Hill        | Stati Uniti     |
| Miglior schiacciatrice | Alexa Gray           | Canada          |
| Miglior centrale       | Neira Ortiz          | Porto Rico      |
| Miglior centrale       | TeTori Dixon         | Stati Uniti     |
| Miglior libero         | María José Castro    | Costa Rica      |